# Чавдарци (област Велико Търново)
Вижте пояснителната страница за други населени места с името Чавдарци.
За другото българско село с име Чавдарци вижте Чавдарци (Област Ловеч).
Чавдарци е село в Северна България.
То се намира в община Елена, област Велико Търново.

## География
Село Чавдарци се намира в планински район.